# Lioubov Sokolova
Lioubov Sokolova Kılıç (também conhecida por Lioubov Chachkova, Moscou, 4 de dezembro de 1977), é uma ex-jogadora de voleibol russa que atuou como atacante. Considerada por muitos uma das maiores jogadoras de vôlei da história, Sokolova conquistou fãs em todo o mundo por ser uma atleta denominada completa. Seu sobrenome de solteira é Sokolova, mas tornou-se Kılıç após se casar com o ex-jogador de voleibol turco Aytaç Kılıç. Antes foi casada com Chachkov, com que teve um filho.

## Carreira
Sokolova começou a jogar voleibol aos nove anos, e ingressou ainda jovem na equipe do técnico Nikolay Karpol. Aos 19 anos, já participou de sua primeira Olimpíada, integrando a Seleção Russa em 1996. Naquela época, entretanto, era reserva de atletas mais experientes, tais como Valentina Oguienko, Yelena Tyurina e Tatiana Menchova.
A partir de 1998, começou a atuar como titular, destacando-se em torneios tais como o Grand Prix e o Campeonato Mundial, obtendo diversos prêmios individuais e ganhando a medalha de prata nas Olimpíadas de Sydney. Nesta ocasião, passou a adotar o sobrenome de seu primeiro marido, "Chachkova".
Sokolova tornou a casar-se no início da década de 2000 com o turco Aytaç Kılıç, e parou de disputar competições internacionais com vistas a obter autorização da Federação Internacional de Voleibol para passar a defender sua nova nacionalidade. Sob forte pressão do governo russo, todavia, retornou às quadras para as Olimpíadas de Atenas, obtendo novamente a medalha de prata.
Depois de sua última atuação pela Seleção Russa de voleibol em 2007 no Europeu, Sokolova fez parte do grupo que foi as Olimpíadas de Pequim e acabou sendo eliminada nas quartas de finais, amargando um oitavo lugar.
Retornando a seleção devido a um pedido do técnico russo, Sokolova integrou o grupo que conquistou a medalha de ouro no Mundial de 2010 no Japão, assim se consagrando bicampeã da competição. Sokolova esteve presente também nas Olimpíadas de Londres, em que a Seleção Russa teve 6 chances de fechar o tie-break e não conseguiu, sendo superada pela Seleção Brasileira nas quartas de final. Após os jogos Sokolova anunciou a aposentadoria da Seleção Russa junto contudo, após um ano de sua despedida voltou a defender as cores da Rússia na Copa dos Campeões quando amargou a 5ª colocação.
Em 2014 Sokolova chegou a confirmar sua participação no Campeonato Mundial, mas faltando cerca de 2 semanas para o início desta competição anunciou que não iria disputar por falta de condicionamento físico adequado.
Em 2016 foi anunciada que estaria na pré lista para a disputa das Olimpíadas de 2016, porém por conta de uma lesão em seu pé que necessitaria de cirurgia em 16 de maio anunciou que não defenderia a seleção e anuncia sua aposentadoria das quadras aos 38 anos de idade.
Tenho uma operação no pé para fazer. Falei com o técnico Yuri Marichev e expliquei minha situação. Com o pé assim, não consigo jogar bem o suficiente. Para me preparar para os Jogos Olímpicos, você tem que trabalhar com seu máximo, e sinto que não posso fazer isso e não quero entrar no lugar de ninguém. Terminei minha carreira: tanto em clube quanto em seleção

## Premiações individuais
- Montreux Volley Masters de 1998: "Maior Pontuadora"
- Grand Prix de Voleibol de 1998: "Maior Pontuadora"
- Montreux Volley Masters de 1999: "Melhor Atacante"
- Grand Prix de Voleibol de 1999: "Melhor Saque"
- Copa do Mundo de Voleibol Feminino de 1999: "Melhor Atacante"
- Copa do Mundo de Voleibol Feminino de 1999: "Melhor Passadora"
- Montreux Volley Masters de 2000: "Maior Pontuadora"
- Grand Prix de Voleibol de 2000: "Most Valuable Player (MVP)"
- Grand Prix de Voleibol de 2000: "Maior Pontuadora"
- Campeonato Turco de Voleibol Feminino de 2000/2001: "Most Valuable Player (MVP)"
- Montreux Volley Masters de 2001: "Melhor Saque"
- Campeonato Europeu de Voleibol Feminino de 2003: "Melhor Saque"
- Campeonato Europeu de Voleibol Feminino de 2003: "Melhor Passadora"
- Challenge Cup de Voleibol Feminino de 2003/2004: "Most Valuable Player (MVP)"
- Challenge Cup de Voleibol Feminino de 2003/2004: "Melhor Saque"
- Liga dos Campeões da Europa de Voleibol Feminino de 2004/2005: "Most Valuable Player (MVP)"
- Liga dos Campeões da Europa de Voleibol Feminino de 2004/2005: "Melhor Atacante"
- Supercopa da Espanha de Voleibol Feminino de 2006: "Most Valuable Player (MVP)"
- Copa da Espanha de Voleibol Feminino de 2007: "Most Valuable Player (MVP)"
- Copa CEV de Voleibol Feminino de 2006/2007: "Most Valuable Player (MVP)"
- Copa CEV de Voleibol Feminino de 2006/2007: "Melhor Saque"
- Campeonato Europeu de Voleibol Feminino de 2007: "Melhor Passadora"
- Superliga Russa de Voleibol Feminino de 2007/2008: "Most Valuable Player (MVP)"
- Copa Yeltsin de Voleibol Feminino de 2008: "Melhor Atacante"
- Campeonato Turco de Voleibol Feminino de 2010/2011: "Most Valuable Player (MVP)"

## Clubes
| Clube                           | País    | Temporadas  |
| CSKA Moscow                     | Rússia  | 1992 - 1995 |
| Rossy Moscow                    | Rússia  | 1995 - 1996 |
| Mladost Zagabria                | Croácia | 1997 - 1998 |
| Hitachi                         | Japão   | 1998 - 1999 |
| Uralotchka NTMK Ekaterinburg    | Rússia  | 1999 - 2000 |
| Eczacıbaşı Zentiva              | Turquia | 2000 - 2001 |
| Bergamo                         | Itália  | 2002 - 2005 |
| Monte Schiavo Banca Marche Jesi | Itália  | 2005 - 2006 |
| Grupo 2002 Murcia               | Espanha | 2006 - 2007 |
| Zarechie Odintsovo              | Rússia  | 2007 - 2009 |
| Monte Schiavo Banca Marche Jesi | Itália  | 2009 - 2010 |
| Fenerbahçe Acıbadem             | Turquia | 2010 - 2012 |
| Eczacıbaşı VitrA                | Turquia | 2012 - 2013 |
| Dinamo Krasnodar                | Rússia  | 2013 - 2016 |
| Dinamo Krasnodar                | Rússia  | 2017 - 2018 |

## Características
Enquanto esteve como titular da Rússia, no período de 1999 a 2001, Sokolova foi apontada como uma das mais talentosas atletas de sua geração. Numa seleção onde, de acordo com a estratégia adotada pelo técnico Nikolay Karpol, a maior parte das atacantes prioriza a força e não a velocidade, Sokolova destacava-se por sua incrível versatilidade, que a permitia atuar com eficiência em praticamente qualquer posição ofensiva. Ela é usualmente classificada como ponta, mas já jogou como oposta e até mesmo como central.
De acordo com especialistas, o ingresso de Sokolova trouxe à seleção russa um dinamismo até então desconhecido. Aproveitando-se de sua agilidade e de seus incontáveis recursos individuais, Karpol pôde em certa medida "modernizar" o desenho tático de sua equipe, incluindo jogadas mais rápidas pelas pontas e tornando menos previsível uma estratégia de ataque que sempre foi, em linhas gerais, limitada a bolas altas e lentas.
Sokolova não é apenas uma atacante versátil: ela destaca-se igualmente em outros fundamentos, tais como saque e recepção. Entre os prêmios individuais que recebeu, destaca-se o MVP do Grand Prix de 2000, concedido apesar de seu time ter perdido a final para a equipe de Cuba. Já no ano de 2006, Sokolova foi eleita a melhor jogadora da Europa. Foi MVP do último Campeonato Turco jogando pelo Fenerbahce.

## Principais conquistas
- Grand Prix, 1998, medalha de prata
- Campeonato Mundial, 1998, medalha de bronze
- Grand Prix, 1999, medalha de ouro (melhor saque)
- Copa do Mundo, 1999, medalha de prata (melhor atacante, melhor recepção)
- Grand Prix, 2000, medalha de prata (maior pontuadora, MVP)
- Jogos Olímpicos de Sydney, 2000, medalha de prata [5]
- Grand Prix, 2001, medalha de bronze
- Jogos Olímpicos de Atenas, 2004, medalha de prata
- Campeonato Mundial, 2006, medalha de ouro [6]
- Campeonato Mundial, 2010, medalha de ouro
- Campeonato Mundial de Clubes, 2010, medalha de ouro (com o Fenerbahçe Acıbadem)